# Luvis
|  | Pel que fa a la llengua que parlaven vegeu luvi. |

Els luvis, o també luvites, eren un grup d'origen indoeuropeu que va ocupar diverses zones de l'oest d'Anatòlia a inicis del segon mil·lenni aC. Una part d'aquell país, al cap de poc de temps, s'anomenava Luwiya. Sembla que el nom luvi o luvita s'utilitzava només en un sentit etnogràfic, i no polític. Cap a la meitat del segon mil·lenni Luwiya va passar a anomenar-se Arzawa.
Durant el Regne nou hitita, (principis del segle xiv aC) Arzawa estava formada per un cert nombre d'estats vassalls coneguts amb el nom genèric de País d'Arzawa, situat a l'oest i sud-oest d'Anatòlia. El nucli d'aquests regnes s'anomenava així mateix Regne d'Arzawa. De vegades els especialistes l'anomenen Arzawa menor, per distingir-la del conjunt del territori. Es coneixen quatre regnes que formaven part del País d'Arzawa: Kuwaliya, el País del riu Seha, Hapalla i Wilusa.
En diverses ocasions durant els segles XV i XIV aC, es van anar formant confederacions entre els estats de tota la regió d'Arzawa amb finalitat militar. És possible que el rei d'Arzawa menor actués de coordinador militar, però no hi va haver mai, que se sàpiga, un regne unit sota la potestat d'un únic rei. Però Arzawa va ser sempre una amenaça per l'Imperi hitita i poc abans de l'enfonsament dels hitites, el faraó Amenofis III va veure el país d'Arzawa com la potència dominant del conjunt d'Anatòlia.
Tot i que Arzawa era la més gran i la més populosa regió on habitaven els luvites, els parlants de luvi, la seva llengua pròpia, es van estendre de manera molt més àmplia. Tota la zona de la costa que després es coneixeria amb el nom de Lícia, a l'oest, fins a Cilícia i Kizzuwatna a l'est, va ser ocupada per parlants de luvi.
Un subgrup important dels luvites va ser el poble de Lukka. Els hitites feien sovint menció de Lukka, i pel que se'n pot deduir es referien a una regió que anava de l'extrem est de Pamfília a través de Licaònia, cap a Pisídia i Lícia (els noms grecoromans posteriors). Lukka no va ser mai un regne organitzat. No se'n coneixen reis, i no hi ha tractats entre Lukka i l'Imperi hitita. Sembla que era un grup d'estats independents amb afinitats ètniques i lingüístiques, situat en un territori força definit. Lukka va estar sotmesa o aliada als hitites una gran part del temps en què l'Imperi hitita va existir, però moltes vegades el control era només nominal, atès que no eren un únic estat sinó un conglomerat d'estats. Els hitites els presenten com un poble rebel, sempre disposat a lluitar contra ells. També eren experts navegants i feien incursions de pirateria a les ciutats de la costa mediterrània.
Quasi sens dubte, el país de Lukka va ser un dels components ètnics de Lícia, que va sorgir a inicis del primer mil·lenni aC. Els licis parlaven una llengua derivada del luvi, i en les llegendes gregues eren un dels més importants aliats dels troians en la Guerra de Troia.